# 미국의 여성 참정권

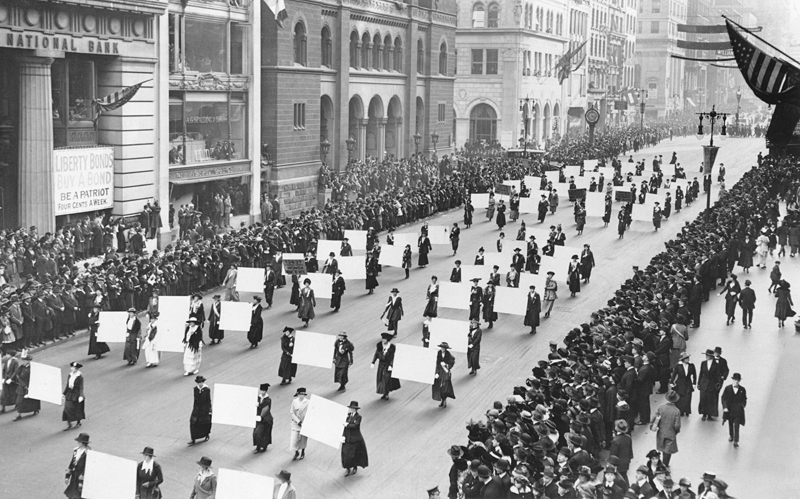
1917년 뉴욕에서 여성 참정권 운동가들이 100만 명 이상의 여성들의 서명이 담긴 플래카드를 들고 행진한다.

미국의 여성 참정권(Women's suffrage in the United States)은 주와 지방에서 19세기 말과 20세기 초에 점진적으로 실현되었으며, 1920년 미국 수정 헌법 제19조의 통과로 그 절정에 이르렀다. 이 헌법에서는 선거를 할 수 있는 미국 시민의 권리가 미합중국이나 어떠한 주에서도 성별이 다르다는 이유로 부정되거나, 제한되지 아니한다고 명시하고 있었다.
1844년 6월 전원 남성으로 구성된 자유당은 대선을 위해 ‘여성 참정권’을 공약으로 내세웠다. 그 다음 달 7월, 세네카 폴즈 컨벤션에서 미국 여성의 참정권에 대한 최초의 공식적 요구가 이뤄졌다. 1850년대의 ‘전국여성권리 컨벤션’(National Women's Rights Convention)과 루시 스톤은 여성 참정권 청원을 여러 주에 했으며, 스톤은 1853년 매사츠세츠 헌법 컨벤션에서 많은 의원들 앞에서 연설을 하였다. 이러한 격동은 남북 전쟁을 거치며 주춤했지만, 1865년 전국여성권리위원회(National Woman's Rights Committee)가 의회에 성별이 다르다는 이유로 시민권을 축소시킨 여러 주의 조치를 금지하기 위해 미국 헌법을 수정하라는 청원을 함으로써 재개되었다. 그러나 여성이 아니라 흑인에게 투표권을 부여한 미국 수정 헌법 제15조의 비준을 지원해야 하는 지에 대한 의견불일치로 인해 수전 B. 앤서니와 엘리자베스 케이디 스탠턴이 설립한 ‘전국 여성 참정권 협회’(National Woman Suffrage Association, NWSA)와 루시 스톤과 줄리아 워드 하우가 세운 미국 여성 참정권 협회(American Woman Suffrage Association, AWSA) 2개의 경쟁 단체로 갈라졌다. 두 단체 모두 처음에는 여성 참정권을 보장하는 수정 헌법 제16조 운동을 관철시키기 위해 활동하였지만, AWSA는 점차 주와 지방에서 선거를 할 수 있는 권리를 획득함으로써 연방의 조치를 지원하는 방향으로 점점 방향을 바꾸었다. 1889년, 이 단체들은 ‘전미 여성 참정권 협회’(National American Woman Suffrage Association)로 통합되게 되고, 1900년 이후, 진보의 시대에 개혁을 주장하게 된다. 미국의 제1차 세계대전 참전(1917-1918)에 대한 여성의 기여는 최후의 승리의 원동력이 되었다.

## 시작
1756년 매사추세츠주 억스브리지에서 부유한 과부 리디아 태프트는 마을 집회에서 투표를 할 수 있도록 허락받았다. 식민지 시대에는 투표를 했다는 어떠한 여성도 알려진 바가 없었다.
1776년 뉴저지는 선거법에 의해 투표권자를 ‘그들’(he or she)로 언급하면서 50파운드의 현금 자산 또는 부동산을 소유하고 있어야 한다는 총선 참정권에 대한 단 하나의 제한만 두었다. 1790년에는 그 법이 여성을 특정하여 포함하도록 개정되었지만, 1807년에는 다시 개정되어 여성이 배제되었으며, 그것은 총선과 관련된 주 헌법이 바뀌지 않았기 때문에 비합헌적인 법이었다.

### 1848년
1848년 6월 29일, 뉴욕주 로체스터에서, 게릿 스미스는 자유당 대통령 후보로 지명을 받았다. 스미스는 엘리자베스 케이디 스탠턴의 사촌이었으며, 두 사람은 방문할 때마다 정치적, 사회적 이슈를 가지고 논쟁과 토론을 즐겼다. 6월 14일부터 15일까지 뉴욕 버팔로에서 개최된 전국 자유당 전당대회에서 스미스는 그의 요구가 포함된 주요 연설을 했다. “여기서도, 전 세계 어느 곳에서도 참정권이 성별 중 하나에만 확장되도록 허용된 곳이 없습니다. 이 보편적인 여성의 배제는 주장컨대, 결론적으로 아직까지는 아니지만 야만에서 벗어난 국가가 있나요? 실용적인 기독교인으로부터, 인간 계보의 한 단계 위로 여성을 끌어올리도록 허용한 국가는 없습니다.” 이 전당 대회에서, 루크레샤 모트를 스미스의 부통령으로 지지하는 표가 5표 나왔으며, 이것은 여성을 연방 정부 공무원으로 지명한 미국 최초의 사건이었다.
1848년 7월 19일에서 20일까지, 뉴욕 북부에서 루크레샤 모트, 매리 앤 엠클린콕과 엘리자베스 케이디 스탠턴이 개최한 세네카 폴즈 컨벤션이 열렸으며, 여성 참정권 문제를 해결하기 위해 지지 의사를 표명한 프레드릭 더글라스를 포함한 300명의 인사들이 참가를 했다. 이 집회에서 여성이 가정과 가족으로부터 적절하게 보호를 받을 수 있는 권리를 요구하는 〈감성 선언〉을 채택했다.

## 같이 보기
- 여성 유권자 연맹
- 미국 수정 헌법 제19조
- 선거권

## 참고 문헌
- Knobe, Bertha Damaris (1911년 8월). “Recent Strides Of Woman Suffrage”. 《The World's Work: A History of Our Time》 XXII (1): 14733–14745. 2009년 7월 10일에 확인함.